# Orkán Xaver
Orkán Xaver (též Cyklón Bodil ve Spojeném království nebo Mikulášská bouře v Nizozemsku) byl orkán, který v období od 4. do 6. prosince 2013 postupně zasáhl Skotsko, Severní moře, Skandinávii a východní Evropu. Živel způsobil výpadky v dopravě, lokální záplavy a vzedmutí mořské hladiny, které bylo na západním pobřeží Velké Británie nejvyšší od roku 1953. Protipovodňové bariéry na Temži a nizozemská bariéra Oosterscheldekering byly uzavřeny. Hamburský přístav byl zaplaven. V Česku zlomil tzv. Cikánský smrk u Mezní Louky v NP České Švýcarsko.

Animace postupu orkánu Xaver